# 桃色調教 〜めざせHなお嬢様〜
『桃色調教 〜めざせHなお嬢様〜』（ももいろちょうきょう めざせエッチなおじょうさま）は、日本のアダルトゲームブランド・スワンが2009年11月27日に発売した18禁アドベンチャーゲーム。

## 概要
有限会社アセンドアイの低価格ブランドの一つ・スワンの第12作。表題の通り、調教をテーマにしているものの姉妹ブランド・ダークスワンのような陰鬱なシチュエーションではなく「陵辱的要素を排したラブラブ調教エッチ」とされている。
スワン系各ブランドにおいて2008年後半から顕著な「ボテもえ」路線は本作においても健在であり、一部のエンディングでは妊娠中・後期の性行為やヒロイン2人が妊娠して膨らんだ腹部に男性器を挟んで刺激する「Wボテ腹ズリ」などフルプライスブランド・スワンアイや姉妹ブランド・スワンマニアで多く見られたマニアックなプレイも散見される。

## ストーリー
主人公・前田智和は、隣家に済む幼馴染みのお嬢様・深沢祈梨に懐かれており智和もその状態に満足していた。ところがある日、深沢家のメイド・藤城絢が智和の名前を叫びながらオナニーをしている場面を目撃してしまう。そこへ追い打ちを掛けるかのように、祈梨に縁談が持ち上がっていることを知らされた智和はあることを決断する。

## 登場人物
前田 智和（まえだ ともかず）
主人公。隣家に済む幼馴染みの祈梨に懐かれており、祈梨の両親からも半ば黙認されている状態だが自分が祈梨に対して抱いているものは恋愛感情ではないと思っていた。ところが、深沢家のメイドである絢が自分の名前を叫びながらオナニーをしている場面を目撃してしまい、また祈梨に縁談が持ち上がったことで決断を迫られる。
深沢 祈梨（ふかざわ いのり）
智和宅の隣にある豪邸に住んでいるお嬢様。身長153cm、B89/W58/H87。
小学校に入学したばかりの頃は内気で友達が出来なかったが、智和の協力で友達も増えて現在は別々の学校に通っている。そのことに恩義を感じていることに加えて元からの純真無垢な性格で智和に対しては全く警戒心を抱いておらず、今でも一緒に入浴するほどであり裸を見られることにも全く抵抗が無い。縁談が持ち上がったことに対しては、智和の側を離れたくないため断ろうと思っているがなかなか言い出せずにいる。
藤城 絢（ふじしろ あや）
深沢家のメイド。智和たちより1歳年上で、祈梨と同じ学校に通っておりプライベートでも祈梨に付き従っている。身長161cm、B85/W54/H88。
智和のことも小学校の頃から互いによく知っており、密かに片想いしているが祈梨を悲しませたくないため一歩引いた状態であった。ところが、自分の部屋で智和の名前を叫びながらオナニーをしている所を智和に目撃されてしまい、気まずい空気が漂い始めている。

## スタッフ
- シナリオ 神城綾斗
- 原画 鬼MAYUGE
- 音楽 Arp